# جوهر دوداييف
ولد جوهر دوداييف في 15 فبراير (شباط) من عام 1944 في قرية يالخوري في الشيشان. كانت عائلته من ضمن العائلات التي هُجِّرت إلى كازاخستان في منطقة سيبيريا في عام 1944 وكان حينها لا يزال رضيعاً. عاش دوداييف 13 عاما من سنوات طفولته في أرياف سيبيريا القاحلة ليعود إلى الشيشان مع أسرته بأمر من خروشوف عام 1957، حيث أتم هناك مرحلة التعليم المتوسط.

## حياته العسكرية
تخرج عام 1962 من كلية تامبوف العسكرية العليا للطيران، وعام 1966 من كلية الطيران البعيد المدى وإعداد الطيارين الجويين والمهندسين. وبإتمامه التحصيل الدراسي في أكاديمية يوري غاغارين للطيران الحربي عام 1974، حاز على درجة طيار مساعد ومهندس. منحته الحكومة الروسية 12 وسام شرف وترقى تدريجيا حتى وصل لرتبة فريق.
كان دوداييف أول مسلم يحصل على منصب قائد لفرقة عسكرية في القوات الجوية السوفيتية.
في العام 1990 رفض دوداييف قمع حركات الاستقلال في جمهوريات البلطيق، إذ كان قد تلقى أوامر من موسكو، لدى تأديته لعمله في القوات الجوية الاستراتيجية في فيلار في إستونيا، بقمع حركات الاستقلال التي بدأت في دول البلطيق عن طريق استخدام القوة العسكرية. لكنه رفض الانصياع لهذه الأوامر قائلا: «لا أحارب قط شعبا يناضل من أجل استقلال بلاده». لم تتحمل موسكو «عصيانه» فقامت بنفيه مع قواته العسكرية إلى غروزني. وفي شهر أيار (مايو) من عام 1990 قدم دوداييف استقالته من منصبه.

## دوداييف رئيسا للشيشان
دُعي دوداييف في شهر تشرين الثاني من عام 1990 لحضور اجتماع مجلس الشورى الشيشاني وقد تم انتخابه لرئاسة هذا المجلس الذي تحول اسمه فيما بعد ليصبح «الكونغرس الشيشاني القومي». ساند جوهر دوداييف غورباتشوف لدى محاولة الانقلاب الفاشلة التي قامت ضده (19 ـ 21 آب 1991). وقد ترأس الحركات القومية التي قامت لإسقاط حكومة جمهورية (الشيشان ـ إنغوشيا) والتي كانت قد تعاونت مع أولئك الذي حاولوا إسقاط حكومة غورباتشوف. دعمت القوى الديموقراطية والمتنورين وسائر فئات الشعب الشيشاني جوهر دوداييف الذي انتُخب رئيسا للشيشان بناء على الانتخابات العامة التي جرت بتاريخ 27 تشرين الأول 1991 وحصل فيها على نسبة 85%. ردا على غزو روسيا للجمهورية الشيشانية عام 1994، قاد دوداييف الشعب الشيشاني للمقاومة مدة عامين حتى اغتياله.

## اغتياله
قتل دوداييف في عملية اغتيال بصاروخ موجه أطلقته قاذفات مقاتلة روسية نوع سوخوي 25 في 21 نيسان (أبريل) 1996 في قرية جيخي تشو جنوب الشيشان خلال إجراءه مكالمة هاتفية عبر هاتف عامل بالأقمار الصناعية استغلتها القوات الروسية لتحديد مكانه وقصفه، وتشير بعض المصادر لوجود تآمر دولي لاغتيال دوادييف وذلك عبر تزويد الأستخبارات الأمريكية للروس بشفرة الهاتف الفضائي لدوداييف والذي حصل عليه عبر اشخاص من تركيا وكذلك السماح للروس باستخدام نظام «ايشلون» الواسع النطاق للتجسس وتتبع الجنرال دوداييف حتى اغتياله.

## روابط خارجية
- جوهر دوداييف على موقع مونزينجر (الألمانية)
- جوهر دوداييف على موقع إن إن دي بي (الإنجليزية)